# گرجی‌لی

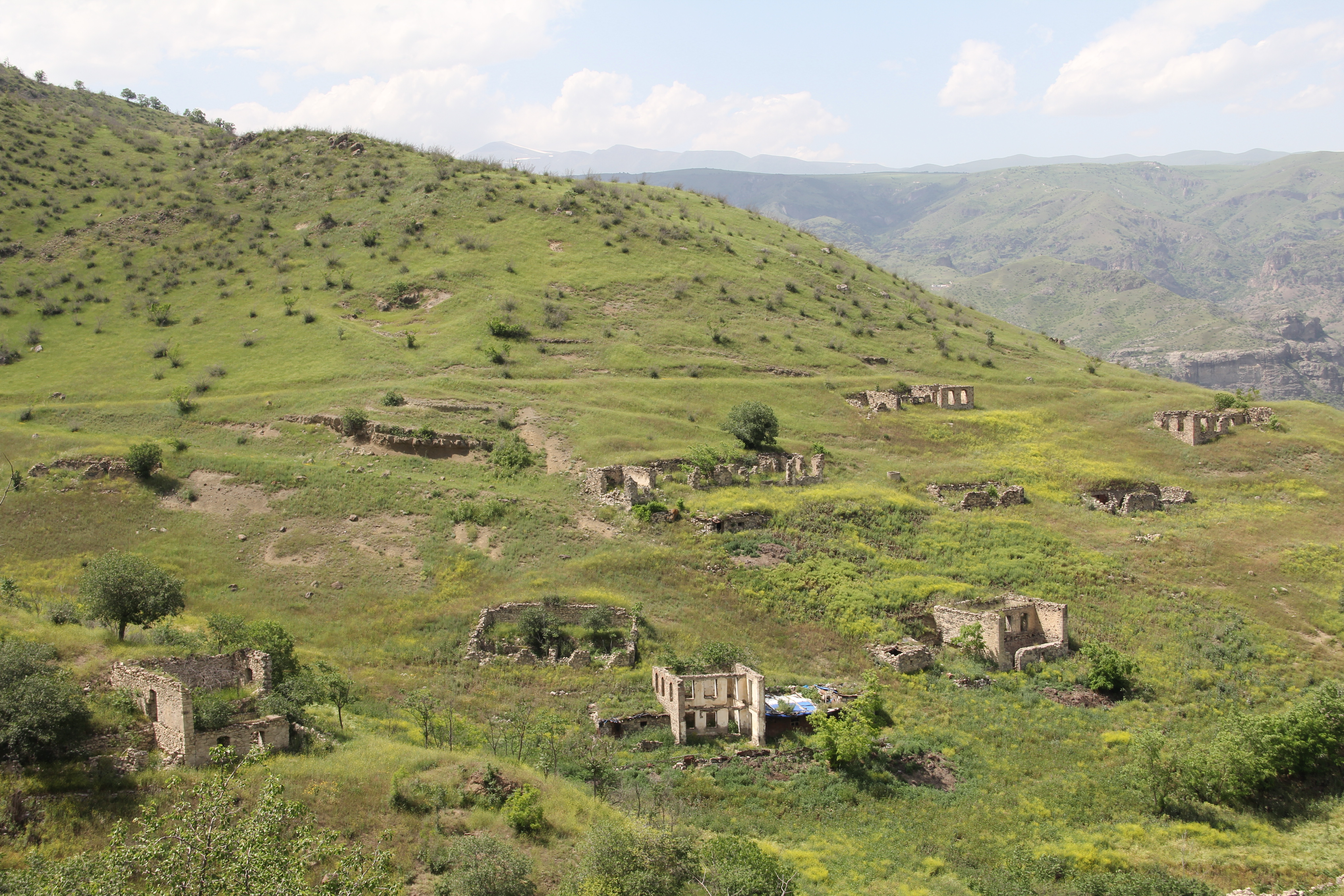
نمایی از روستای گرجی لی

گرجی‌لی (ترکی آذربایجانی: Gürcülü) یک منطقهٔ مسکونی در جمهوری آرتساخ است که در استان کاشاتاق واقع شده‌است.